# 田原市立衣笠小学校
田原市立衣笠小学校（たはらしりつ きぬがさしょうがっこう）は、愛知県田原市にある小学校。略称は衣小（きぬしょう）。　

## 概要
衣笠校区市民館の近くにある。全校児童は360名ほどで、全学年2クラス。自然豊かなところにあるため、4月の遠足には滝頭公園や高学年は衣笠山にも登る。また、秋の修学旅行には京都府と奈良県に行く。
校内には円墳の古墳（栄厳古墳）がある。卒業生は原則として田原市立田原中学校に進学する。
開校の経緯
1986年（昭和61年）以前の児童は田原中部小学校に入学していたが、マンモス校になってきたため、更なるマンモス化を避けるために新校をつくる事が決まり、1985年（昭和60年）3月26日に竣工した。

## 児童数の変遷
『愛知県小中学校誌』（2018年）によると、児童数の変遷は以下の通りである。
| 1985年（昭和60年） | 414人 |  |
| 1987年（昭和62年） | 386人 |  |
| 1997年（平成9年）  | 459人 |  |
| 2007年（平成19年） | 357人 |  |
| 2017年（平成29年） | 349人 |  |